# Полет A-56 на „Азербайджан Еърлайнс“
Полет A-56 на „Азербайджан Еърлайнс“ е редовен вътрешен пътнически полет от летище „Нахичеван“, Нахичеван, до международното летище „Баку-Бина“, Баку, Азербайджан, управляван от „Азербайджан Еърлайнс“. На 5 декември 1995 г. един от двигателите на самолета „Туполев Ту-134B-3“, който изпълнява полета, аварира и спира да работи, но бордният инженер докладва по погрешка, че другият двигател е повреден. Капитанът изключва двигателя, който работи, и след това решава да направи аварийно кацане, но е близо до жилищен блок и прави рязък десен завой, за да го избегне. Машината се разбива в югозападните покрайнини на Нахичеван, на 3850 м от пистата на летището, и убива 52 от 76 души на борда. Това е най-смъртоносният инцидент за авиокомпанията.
Започва съвместно разследване на Руския междудържавен авиационен комитет, производителя на самолета, производителя на двигателите и Министерството на националната сигурност на Азербайджан. Авиокомпанията смята, че дефектни резервни части причиняват катастрофата. Съвместната комисия за разследване установява, че вибрации причиняват разхлабване и падане на гайките на опорите на двигателя. Това кара турбините му да се изместят и да се повредят, което довежда до катастрофата. Заместник-ръководителят на „Азербайджан Еърлайнс“ Назим Джавадов обаче казва, че използването на дефектни части за ремонт е разрешено от производителя на двигателя, руската компания „Перм Моторс“.